# Szkło morskie

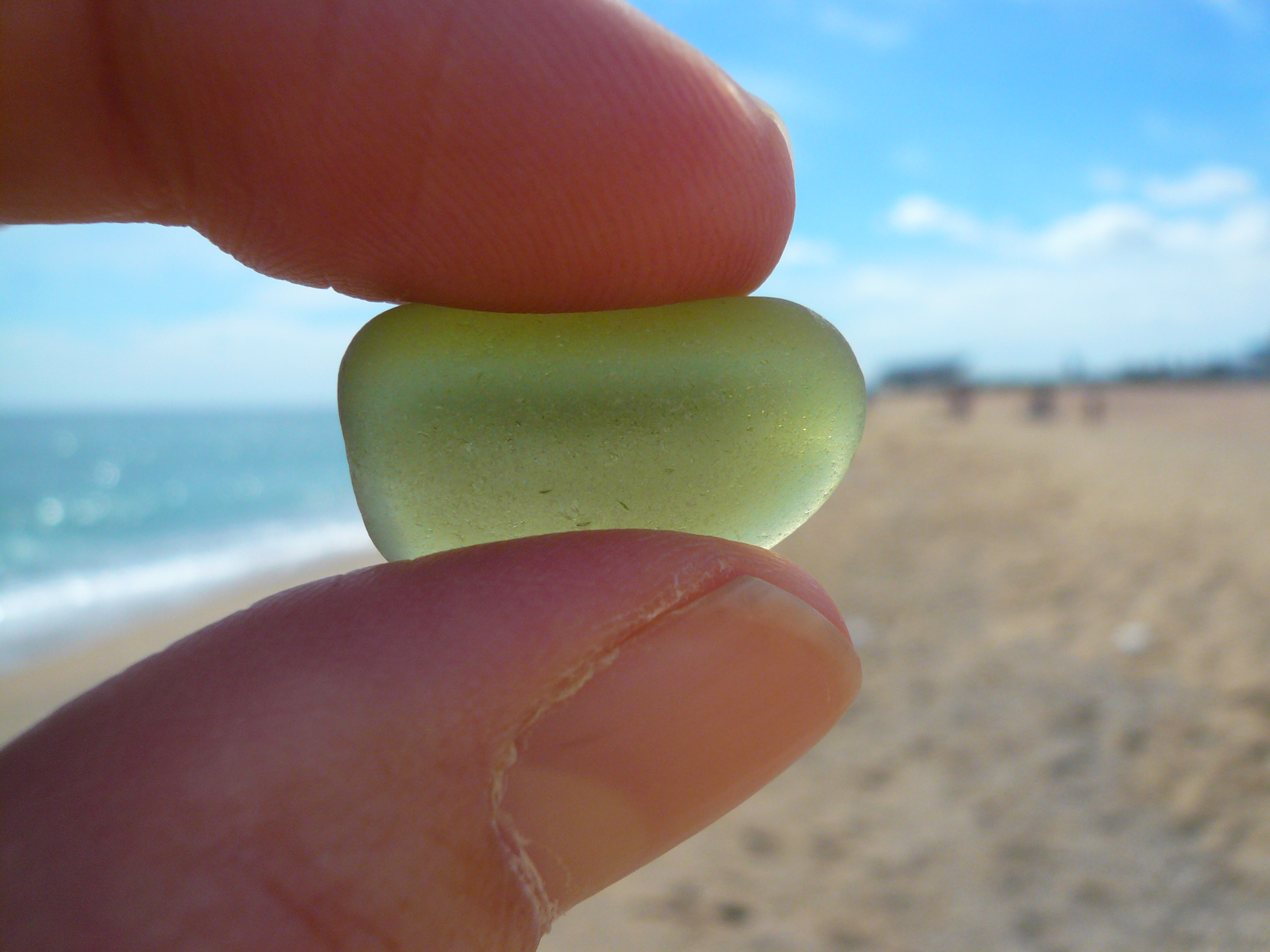
Szkło morskie znalezione na plaży

Szkło morskie – odłamki szkła oszlifowanego przez fale morskie wyrzucane na brzeg. Są to w dużej mierze fragmenty stłuczonych butelek lub innych przedmiotów codziennego użytku. Szkło morskie bywa zbierane przez plażowiczów i kolekcjonerów.
Szkła morskie są matowe i mają wygładzone krawędzie. Najczęściej występują w kolorze zielonym, brązowym lub białym, rzadziej fioletowym, różowym, czarnym, żółtym, niebieskim i innych. Ich uformowanie się zajmuje od 20 do 40 lat, choć w niektórych przypadkach może to zająć nawet 100 lat. 
Szkło morskie najłatwiej spotkać na plażach kamienistych, w pobliżu portów. Jednym z miejsc, gdzie szkło morskie występuje w wyjątkowo dużych ilościach jest plaża Glass Beach w Fort Bragg  w Kalifornii, która jest efektem wieloletniego wyrzucania śmieci w okolicy.
Szkło jest wykorzystywane przez jubilerów do tworzenia biżuterii, co można uznać za formę recyklingu. Organizowane są również festiwale szkła morskiego, jednym z najsłynniejszych z nich jest North American Sea Glass Festival.